# Verbascum calcicolum
Verbascum calcicolum är en flenörtsväxtart som beskrevs av Hub.-mor.. Verbascum calcicolum ingår i släktet kungsljus, och familjen flenörtsväxter. Inga underarter finns listade i Catalogue of Life.